# YTO
YTO Group Corporation er en kinesisk producent af jordbrugsmaskiner, entreprenørmaskiner, traktorer, pickups og diverse maskindele. Det er et datterselskab til konglomeratet China National Machinery Industry Corporation. Virksomheden blev etableret i 1955 og var den største producent af traktorer i Kina, der blev solgt under mærket Dongfanghong og senere også under mærket YTO.  De har hovedkvarter i Luoyang, Henan.